# Cimetière militaire britannique d'Hancourt
Le cimetière militaire britannique d'Hancourt (Hancourt British Cemetery) est un cimetière militaire de la Première Guerre mondiale, situé rue d'Aix, un peu à l'écart du village, d'Hancourt, dans le département de la Somme, à une trentaine de mètres dans un champ cultivé, l'accès se faisant par une sentier engazonné.

## Histoire
Les Allemands, qui occupaient le village depuis août 1914, en furent chassés fin septembre 1918 après de violents combats par les troupes anglo-australiennes. Ce cimetière servit de sépultures aux soldats tombés lors de ces combats auxquels s'ajoutèrent, après l'armistice, d'autres tués des environs.

## Galerie

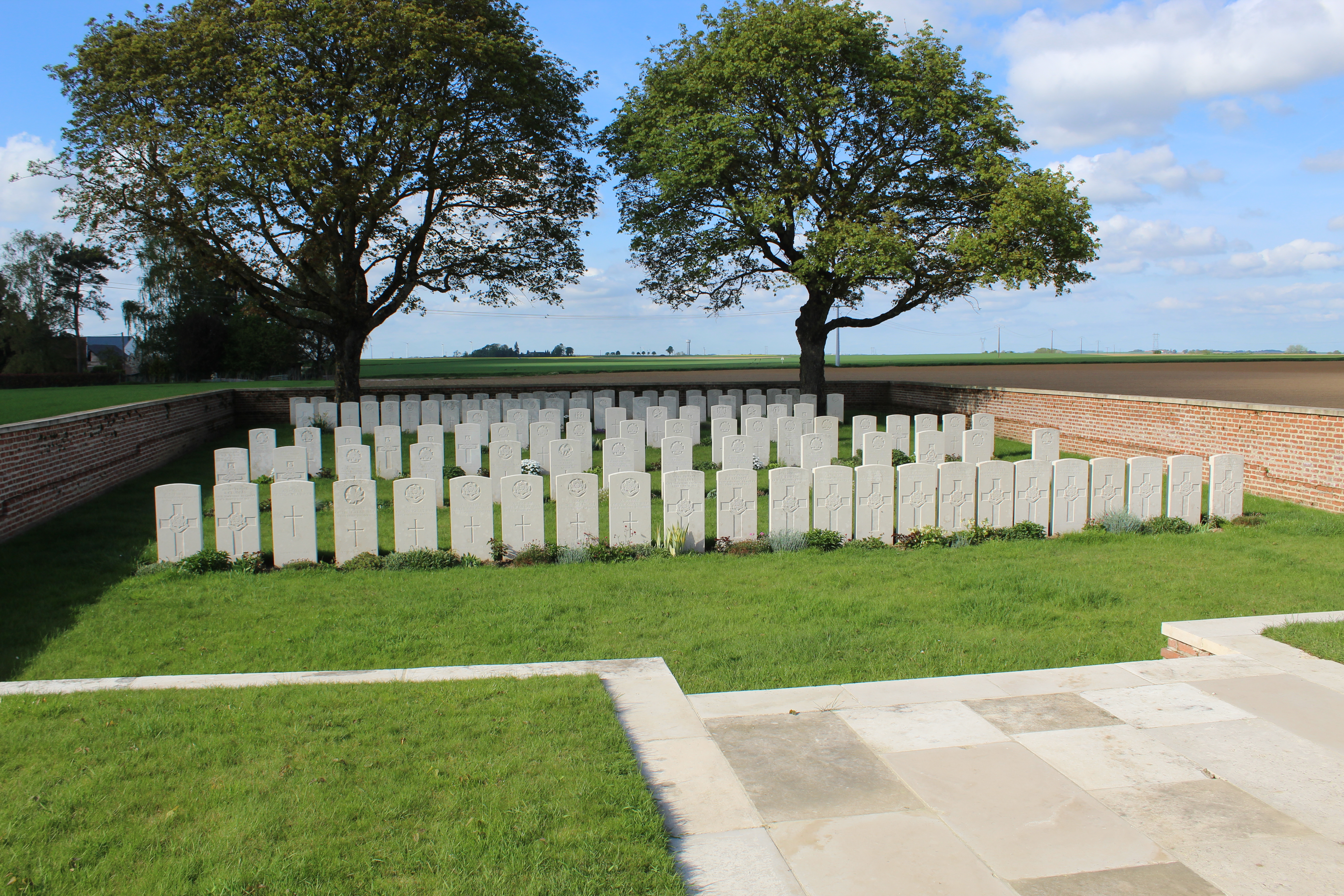
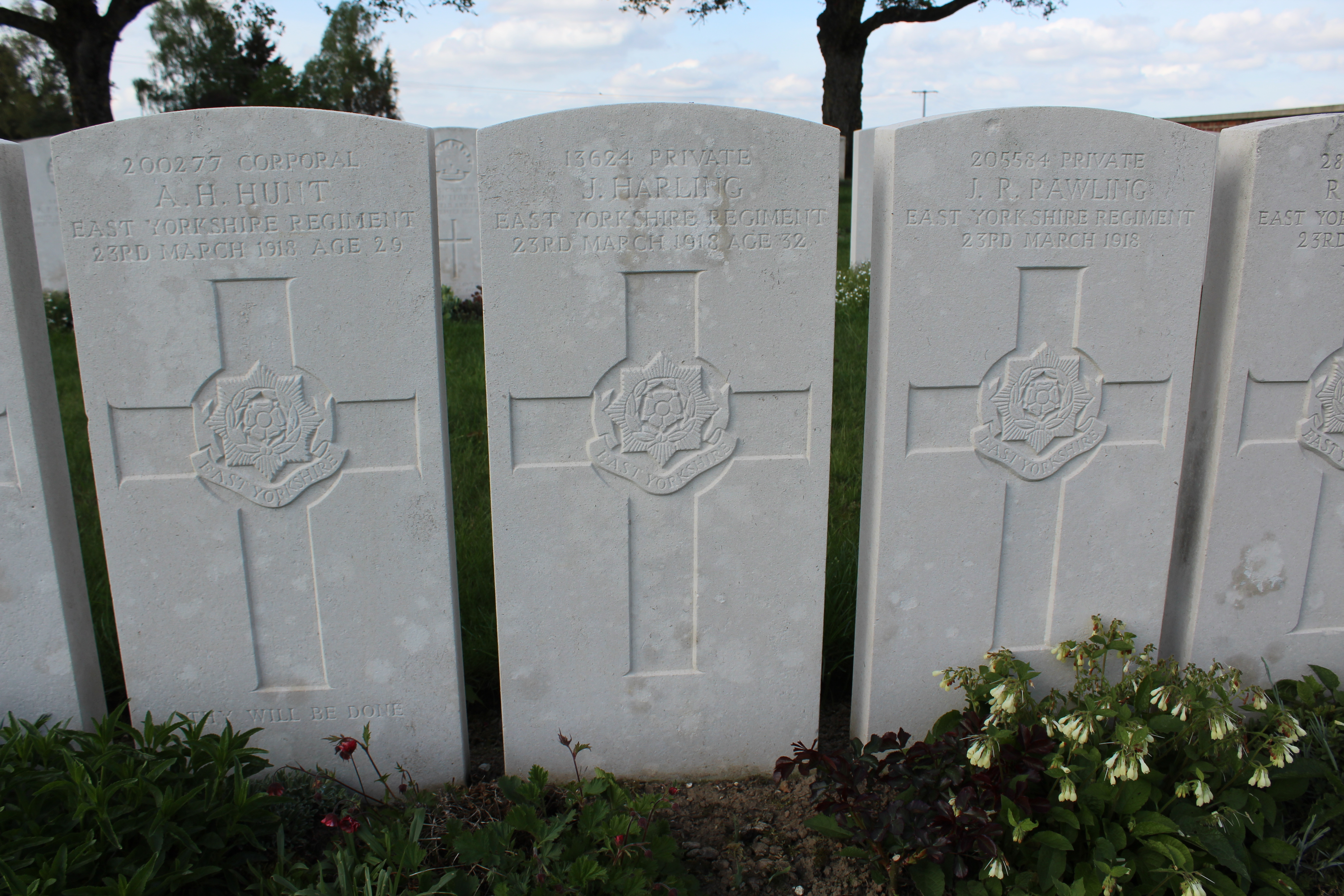
Tombes de soldats britanniques.

## Soldats inhumés
| Pays        | Tombes |
| ----------- | ------ |
| Royaume-Uni | 86     |
| Australie   | 31     |
| Canada      | 1      |
| Total       | 118    |